# 四次元の家
『四次元の家 4DIMENSION HOUSE』（よじげんのいえ フォーディメンジョンハウス）は、1983年に東京都新宿区高田馬場のソフトハウス・プロシューマーから発売された日本のコンピュータゲーム。

## 概要
時空的に閉ざされた同じ作りの8つの部屋からなる家から脱出するというコマンド入力形式のアドベンチャーゲーム。スターゲートへの出口の場所はゲーム毎に変わるため、一旦クリアしても再度挑戦することが可能。活動時間の概念があり、時間が切れるとゲームオーバー。部屋にはエイリアンがいることもあり、戦った結果過去または未来の自分を殺してしまうというゲームオーバーも存在する。
PC-8001/mkII対応版では、N-BASICモードとN80-BASICモードのプログラムが共通になっており、読み込み後に自動判別して動作する仕様になっている。
フロッピー版では、赤と青のフイルムによる3Dメガネが付属しており、立体デモが再現される。発売当時は所定の郵便切手をメーカーに送付することで、攻略ヒントが送付されるサービスを行っていた。

## 登場人物
レッドエイリアン
敵。放っておくと殺されてしまう。
イエローエイリアン
過去、または未来の自分自身。
ブルーエイリアン
情報を持っているエイリアン。

## スタッフ
- プログラムデザイン 恒原志樹
- グラフィック＆コーディング 井形弘